# Roger Smalley
John Roger Smalley, né le 26 juillet 1943 à Swinton, près de Manchester, et mort le 18 août 2015, est un pianiste, chef d'orchestre, musicologue et compositeur australien d’origine britannique.

## Biographie
Smalley est né à Swinton, dans le Lancashire, en Angleterre. Il étudie au Royal College of Music de Londres avec Antony Hopkins (piano), Peter Racine Fricker et John White (composition). En outre, il étudie avec Alexander Goehr à Morley College et assiste en 1965-1966, à Cologne, au cours de nouvelle musique de Karlheinz Stockhausen ainsi qu’au cours d’été de Pierre Boulez à Darmstadt en 1965 .
En tant que jeune compositeur, il reçoit le prix de la Royal Philharmonic Society en 1965 pour son œuvre orchestrale Gloria Tibi Trinitas.
Smalley est nommé en 1967 premier compositeur en résidence au King’s College de Cambridge. En 1969, Smalley et son successeur au King’s College Tim Souster forment le groupe de musique électronique Intermodulation. Au cours des six années qui suivent, Intermodulation effectue de nombreuses tournées au Royaume-Uni, en Allemagne de l’Ouest, en Pologne, en France et en Iran, avec un répertoire comprenant non seulement des œuvres de Souster et Smalley mais aussi de la musique de Cornelius Cardew, Terry Riley, Frederic Rzewski, Karlheinz Stockhausen, Christian Wolff et autres. Intermodulation apparaît également lors des Proms, où le groupe interprète notamment l’œuvre de Smalley Beat Music pour ensemble électronique et orchestre ainsi que sa Monodie pour piano et électronique (1974).
En 1974, Smalley est invité à entreprendre une résidence de trois mois à l’université d'Australie-Occidentale. Il revient deux ans plus tard pour occuper un poste permanent à l’école de musique de l’université. Basé en Australie, il obtient la nationalité australienne en 1990. À sa retraite en 2007, Smalley est nommé professeur émérite à l’université d’Australie-Occidentale.
Roger Smalley reçoit la médaille du centenaire en 2001 et il est nommé membre de l’Ordre de l’Australie lors d’Australia Day en 2011.
Smalley est décédé à l'âge de 72 ans le 18 août 2015, après une longue lutte contre la maladie de Parkinson.